# 쿠네오 국제공항
쿠네오 국제공항(이탈리아어: Aeroporto di Cuneo- Levaldigi)(IATA : CUF, ICAO : LIMZ)은 이탈리아 피에몬테주 쿠네오와 토리노를 취항하는 공항이다. 일부 저가 항공사에서 쿠네오 레발디지 공항 또는 토리노 쿠네오 공항이라고도 부르기도 한다. 이 공항은 토리노 공항에 이어 피에몬테주의 두 번째 규모의 공항이다.

## 편의 시설
공항은 평균 해발 386m의 고도에 위치해 있다. 03/21로 지정된 활주로가 1개 있으며, 아스팔트 표면은 2,104 x 45m이다.

## 공항과 목적지
| 항공사               | 목적지                                      |
| -------------------- | ------------------------------------------- |
| 에어 아라비아 모로코 | 카사블랑카                                  |
| 라이언에어           | 바리, 카글리아리, 팔레르모, 로마 피우미치노 |